# Мукачівський район (1953—2020)
Мука́чівський райо́н — колишня адміністративно-територіальна одиниця, яка була розташована у західній частині Закарпатської області. Населення становить 101 011 осіб (на 1.08.2013), за національним складом проживають 90 тисяч українців (84 %), 12,8 тисяч угорців (12 %), 1,8 тисяч німців (1,6 %), 1,1 тисяч росіян (1 %) та 1,05 тисяч інших національностей. Площа району — 998 км², що становить 7,8 % від території області. Адміністративний центр — місто Мукачево, яке не входить до складу району. Утворено 9 листопада 1953 року. Ліквідований у липні 2020 року, у зв'язку з проведенням адміністративно-територіальної реформи та включений до складу новоутвореного укрупненого Мукачівського району, до якого також увійшли колишній Воловецький, частина Свалявського та Мукачівського районів.

## Географія

### Розташування
Район межує з Ужгородським, Берегівським, Іршавським, Перечинським та Свалявським районами. 
Районний центр — місто Мукачево. Район розкинувся на берегах річки Латориця і розташований на автошляхах Ужгород—Іршава, Ужгород—Свалява, та на автомагістралі міжнародного сполучення E50, яка з'єднує Західну Європу з Україною.

### Рельєф

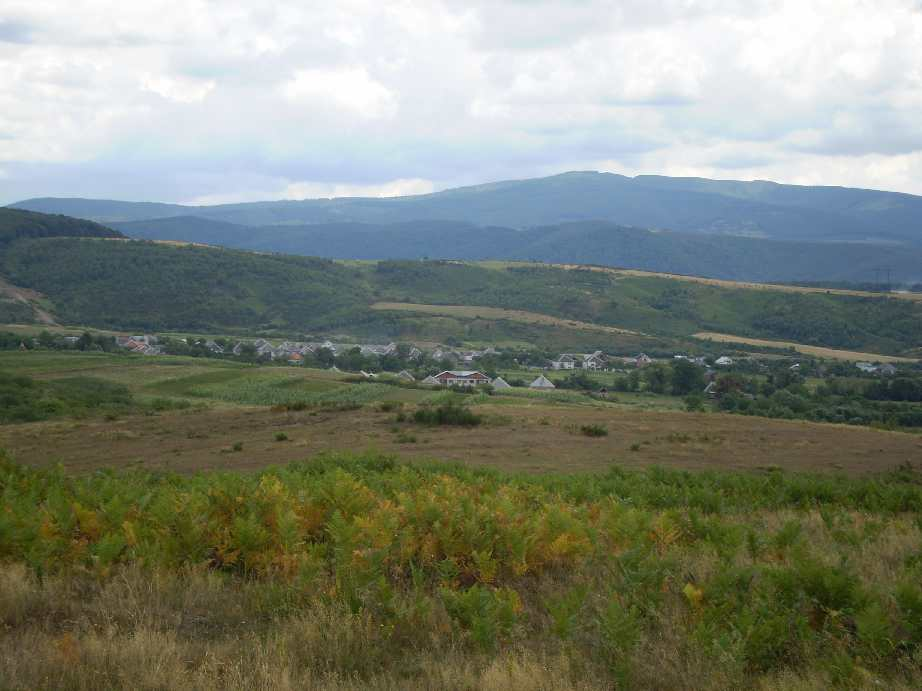
Панорама: у долині — село Обава

Рельєф Мукачівського району низькогірно-низовинний. На півночі району розташовані відроги Вигорлат-Гутинського вулканічного хребта і передгір'я Карпат, на півдні і південному заході — Закарпатська низовина.

### Корисні копалини
На території району є такі корисні копалини: ліпарит, андезит, базальт, цегельно-черепичні й керамічні глини; відкрито джерела підземних питних мінеральних вод. В Закарпатській області відомо 62 основних родовища мінеральних вод, з яких у Кадастрі мінвод України представлено 39 із 207 в цілому по Україні, що становить 18,8 %.
На північний схід від міста Мукачево по обидві сторони річки Визниця розташовано ряд кар'єрів з видобування та переробки андезитів.
Біля села Новоселиця відкрито родовище природного газу та ведеться розробка його використання. При введенні цієї свердловини в дію ряд населених пунктів району будуть забезпечені своїм природним газом (села Новоселиця, Яблунів, Гандеровиця, Станово, Завидово, Зубівка, Софія). Станом на сьогоднішній день в районі газифіковано 11717 будинків в ЗО населених пунктах, Протяжність газопроводу становить 338,8 км, із яких високого тиску 67,2 км, середнього тиску 48,3, низького тиску 192,5 км. На території району розміщені 17 газорозподільних підстанцій.
Найбільшими родовищами корисних копалин які представлені в Мукачівському районі є:
- Макарівське родовище глин — розташоване 1 км на північний захід від с. Макарівка і 10 км від м. Мукачевого на малопродуктивних землях радгоспу «Макарівський». Площа родовища 15,5 га. Детальна розвідка проведена ЗГРЕ в 1989—1990 pp. Випробування глин на можливість виготовлення черепиці не проводились. Запаси, затверджені HTP ЗГРЕ (протокол № 676 від 02.03.90р.) по кат. А+В+С і становлять 1539 тис. м³. Розвідані запаси на 30 років забезпечать роботою підприємство потужністю 15 млн.шт. цегли на рік.
- Залужанське родовище глин — розташоване на південно-західній околиці с. Залужжя, 10 км від м. Мукачевого на непродуктивних землях радгоспу «Лохівський», які використовуються під сіножаті. Площа родовища — 12,6 га. Детальна розвідка проведена в 1990 р. ЗГРЕ. Запаси затверджені УТКЗ (протокол № 5020 від 31.01.91р.) і по категоріях А+В+С і становлять 1882 тис. м³. Розвіданих запасів достатньо на 25 років при потужності підприємства 12 млн.шт. цегли на рік. Родовище не розробляється.
- Нижньо-Визницьке родовище глин — розташоване на північно-західній околиці с. Н. Визниця, 10 км від м. Мукачевого, на непродуктивних землях колгоспу площею 11,2 га. Детальна розвідка проведена в 1989 р. ЗГРЕ по завданню колгоспу. Глини родовища придатні для виготовлення 19-дірчатої порожнистої цегли, черепиці, кераміки. Запаси, затверджені УТКЗ (протокол № 4921 від 26.06.90р.) по кат. А+В+С, становлять 943 тис. м³. Розвіданих запасів достатньо на 35 років при потужності підприємства 11 млн.шт. цегли на рік. Родовище не експлуатується.
- Обавське родовище глин — розташоване за 5,5 км на північний захід від с. Чинадієво. Детальна розвідка проведена в 1991 р. МП «Нерудник» по завданню колгоспу с. Чинадієво з метою забезпечення сировинною базою запланованого колгоспом будівництва цегельного заводу потужністю 6-10 млн шт. умовної цегли на рік. Глина придатна для виготовлення рядової цегли. Запаси затверджені УТКЗ (протокол № 5165 від 19.11.91р.) по кат. А+В+С, і становлять 528 тис. м³, у тому числі по кат. В 208 тис. м³. Розвідані запаси не менш як на 25 років забезпечать цегельний завод потужністю 6-10 млн шт. умовної цегли на рік. Родовище не експлуатується.
- Дрисинське родовище глин — розташоване на північно-західній окраїні с. Дрисино. Запаси затверджені в УТКЗ в 1984 р. по категоріях А+В+С 931 тис. м³. Діє завод АПФ «Нове життя», марка цегли «100».
- Великолучківське родовище глин — розташоване за 1 км на південь від с. В. Лучки. Запаси затверджені УТКЗ в 1969 р. в кількості 1,593 млн. м³. Родовище не розробляється.
- Страбичівське родовище глин — розташоване за 2 км на південний захід від с. Страбічово. Запаси, затверджені УТКЗ по категоріях А+В+С і, 454тис. м³. Родовище не розробляється.
- Мукачівське родовище глин — розташоване за 5 км на південь від м. Мукачевого. Розвідане в 1952—1953 і 1964—1967 pp. Сировина придатна для виготовлення цегли, черепиці і кослотовитривів. Запаси, затверджені ДКЗ CPCP в 1967 р. Станом на 01.01.2000 р. залишок запасів 1,692 млн. м³.
- Лохівське родовище бурого вугілля — розташоване в західній частині Мукачівського району. Продуктивна товща представлена трьома горизонтами, які вміщують буре вугілля, що залягає на глибинах 80-100 м. Перший горизонт має потужність від 0,8 до 4,6 м, зольність 16,6-44,8 %, в середньому 36,7 %. Третій горизонт вміщує три прошарки вугілля потужністю від 0,8 до 2,55 м, в середньому 1,26 м. Зольність — 24,31-44,8 %, в

середньому — 38,8 %. Підраховані запаси по категоріях C2 і P i становлять 11,6 млн.т. Існує можливість приросту запасів.
- Лалівське родовище керамзитових глин — детально розвідане в 1979 р. Виділено прошарки бентонітоподібних керамзитових глин — некарбонатний і карбонатний. При співвідношенні шихти цих глин 1:1 і добавці 1-3 % нафтовміщуючих продуктів глини легко набухають. З них виготовляють керамзитовий гравій марок 500—550 кг/м³.

1.    Родовища мінеральних вод Мукачівського району
- Родовище мінвод Синяцьке — Сульфідна гідрокарбонатно-сульфатна, кальцієво-натрієва, тип «Сергієвський»
- Мукачівське родовище термальних вод — Хлоридна, натрієво-кальцієва, тип «Охінський»
- Родовище термальних вод «Латорицьке» — Хлоридно-натрієві розсоли, аналог «Зелений городок» (Росія)
- Родовище Лісарня — Термальна хлоридно-гідрокарбонатна, кальцієво-натрієва мінвода, тип «Кульдурський», «Піренейський»
- Карпатське родовище мінвод — Кремнієва хлоридно-гідрокарбонатна, натрієва, холодна вода.
- Родовище мінвод «Визниця» — Азотна слабосульфідна слабомінералізована хлоридна, кальцієво-натрієва.
- Родовище Залузьке — Метановий термальний йодо-бромний хлоридний натрієвий розсіл.
- Родовище вуглекислих вод с. Баркасово — Слабосульфідна, слабовуглекисла, слабомінералізована, гідрокарбонатно-хлоридна, кальцієво-натрієва.
- Водопроявлення мінвод с. Лалово — Хлоридно-гідрокарбонатно-натрієва.
- Водопроявлення мінвод с. Чомонин — Вуглекисла, кремниста, гідрокарбонатно-хлоридно-натрієва.

### Клімат
Клімат району помірно континентальний, гори перешкоджають принесенню на територію району арктичних мас холодного повітря.

### Гідрографія
Через район із північного сходу на захід протікає річка Латориця, в яку впадають річки Визниця, Обава, Синявка, Коропецький канал та ряд безіменних потічків. Загальна протяжність річок району становить 150 км. Природно-кліматичні умови району характеризуються великим різнобарвом ландшафтів, багатим рослинним та тваринним світом.

### Флора і фауна
Загальна площа лісів Мукачівського району становить 41650 га. Найцінніше промислове значення мають породи бука, дуба, ялини. Ліси району багаті мисливською фауною.

### ПЗФ
На території Мукачівського району знаходиться 20 природно-заповідних об'єктів, один із яких державного значення — «Карпати».

## Історія

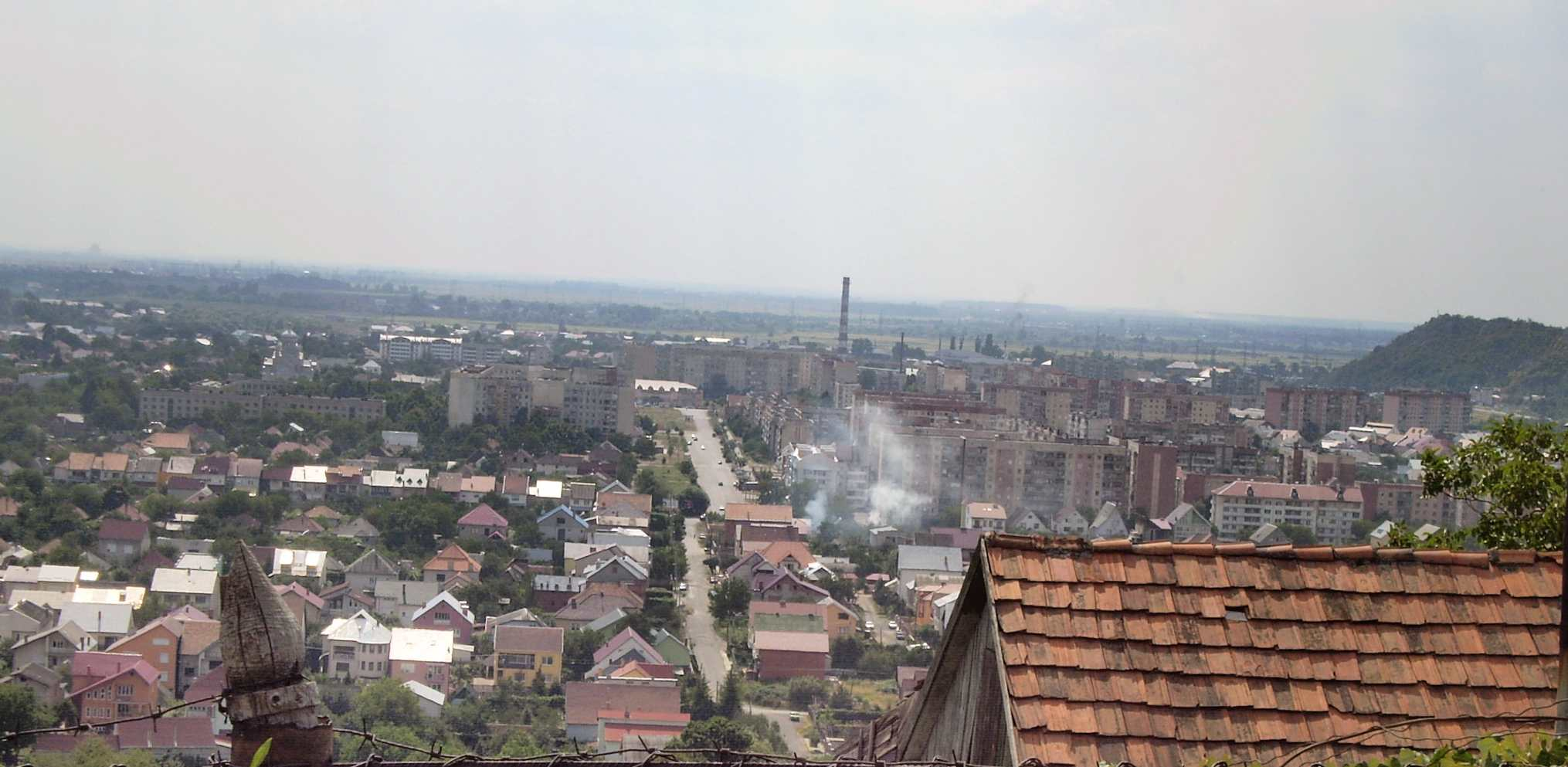
Панорама міста Мукачево

### Середньовіччя
Територія, на якій розташований Мукачівський район, була заселена з найдавніших часів. Район утворився навколо міста, яке виросло біля феодального замку. Назва району та міста Мукачево, як твердять легенди, походить від слова «мука». За одною легендою, біля замку колись стояв водяний млин, де люди мололи борошно (муку). За іншою легендою, простолюди будували замок, потерпаючи страждання та муки. У Х—XI ст. район входив до складу Київської Русі. У другій половині ХІ ст. район було захоплено угорськими феодалами. У 1086 році м. Мукачево та район піддалися нашестю половців, а у 1241 році сюди вторглися орди хана Батия. З 1281 року Мукачевим з навколишніми землями володіє галицько-волинський князь Лев Данилович. У 1321 році район знову було приєднано до Угорщини. Юридичний статус район отримав уперше у 1376 році, коли королева Угорщини Ержебет вручила м. Мукачевому грамоту на право користування власною печаткою для скріплення документів.

### Перша світова війна
13 лютого 1919 р. Г.Жаткович очолив невеличку делегацію угрорусинів на Версальській конференції. Ця група об'єдналася з представниками Пряшівської ради і створила спільну комісію для переговорів з іноземними дипломатами. 3 березня представники п'яти держав-переможниць погодилися з ідеєю входження Закарпаття до Чехословаччини. Г.Жаткович виїхав з Парижа і 10 березня мав переговори з Т.Масариком і Е.Бенешем у Празі. Обидва чеські лідери обіцяли наділити край автономією, включивши до нього і Пряшівщину. Проте вони так і не підписали жодного документу, обмежившись усними домовленостями. 15 березня обнадієний політик прибув до Ужгорода. Уже ввечері 21 березня у Мукачевому відбувся 5-тисячний мітинг біля ратуші на підтримку революції. 22 березня там створено Раду робітників і солдатів. Вже у перші дні на Закарпатті сформовано чотири жупні Ради та їхні директоріуми: Берегівський (м. Берегово), Угочанський (м. Севлюш), Марамороський (м. Хуст), та Ужанський (м. Чоп).
26 березня створюються революційні трибунали і Червона варта (міліція). У березні — квітні до Угорської Червоної армії вступило 6 тисяч добровольців з Закарпаття. Почали формуватися сільські, міські, окружні Ради та їхні виконавчі органи — директоріуми у складі 3-5 чоловік. 1-2 квітня 1919 р. Радянський уряд Угорщини видав постанову «Про структуру органів влади і про вибори в Угорській Радянській республіці». На початку квітня розроблено і тимчасовий проект конституції Руської Країни. На початку квітня народний комісар у справах Руської Країни видав розпорядження, за яким жупи перейменовано на округи, а жупні директоріуми замінювалися на окружні у складі трьох чоловік, яких призначав сам комісар. За конституцією Руська Країна мала включати і територію Пряшівщині. Але реально радянська влада встановилася тільки в частині Ужанської і Марамороської жупи та майже в усій Березькій. У зв'язку з окупацією Ужгорода і Сигота новими столицями жуп-округів стали Середнє і Хуст.
17 квітня відбулося друге і останнє засідання автономного уряду. Того ж дня його уряд було розігнано місцевими угорськими революціонерами на чолі з Я.Галгоці, котрий заявив: «Я не визнаю жодного руського комісара, не визнаю жодної губернії, а Мукачево не дам русинам». А.Штефан повернувся до Будапешта і поскаржився уряду на Я. Галгоці, проте його підтримали тільки два соціал-демократи, що було надто мало.
Відтак А. Штефан і Й. Камінський організували 20 квітня у Мукачевому антикомуністичний заколот і відсторонили від влади Я. Галгоці та очолюваний ним Мукачівський директоріум. 21 квітня аналогічні події відбулися у Берегові. Та 24 квітня комуністи придушили ці виступи і арештували 130 «контрреволюціонерів». Серед останніх, зокрема, був майбутній губернатор Закарпаття 1939-40 р. Ж. Перені. Та через кілька днів радянська влада на Закарпаття була повалена вже чеськими і румунськими військами. 26 квітня все ж почалася евакуація Мукачевого, 27 квітня туди вступили румунські війська, а 30 — чеські. На початку травня 1919 р. червоні залишили і Чоп.
Ліво-радикальну (комуністичну) революцію на Закарпатті було придушено, але питання про державну належність краю все ще лишалося невирішеним.

### Друга світова війна
У 1944 територію було приєднано до Радянської України.

### Утворення району
Мукачівський район як адміністративна одиниця утворився у 1946 році.

## Адміністративний устрій
Адміністративно-територіально район поділяється на 2 селищні ради і 37 сільських рад, які об'єднують 88 населених пунктів та підпорядковані Мукачівській районній раді. Адміністративний центр — місто Мукачево.З липня 2020 року, у результаті проведення реформи адміністративно-територіального устрою, територія району була укрупнена, за рахунок приєднання до нього Воловецького та частини Свалявського району. Площа району - 2.1 тис.кв.км. Населення району збільшилося до 254.6 тисяч осіб. У складі району перебуває 13 громад, з яких 2 - міських, 4 - селищних та 7 - сільських.
| Номер | Назва громади     | Статус   | Центр               |
| ----- | ----------------- | -------- | ------------------- |
| 1.    | Великолучківська  | Сільська | с. Великі Лучки     |
| 2.    | Верхньокоропецька | Сільська | с. Верхній Коропець |
| 3.    | Воловецька        | Селищна  | сел. Воловець       |
| 4.    | Горондівська      | Сільська | с. Горонда          |
| 6.    | Жденіївська       | Селищна  | сел. Жденієво       |
| 5.    | Івановецька       | Сільська | с. Іванівці         |
| 7.    | Кольчинська       | Селищна  | сел. Кольчино       |
| 8.    | Мукачівська       | Міська   | м. Мукачево         |
| 9.    | Неліпінська       | Сільська | с. Неліпіно         |
| 10.   | Нижньоворітська   | Сільська | сел. Нижні Ворота   |
| 11.   | Полянська         | Сільська | с. Поляна           |
| 12.   | Свалявська        | Міська   | м. Свалява          |
| 13.   | Чинадіївська      | Селищна  | сел. Чинадійово     |

## Економіка

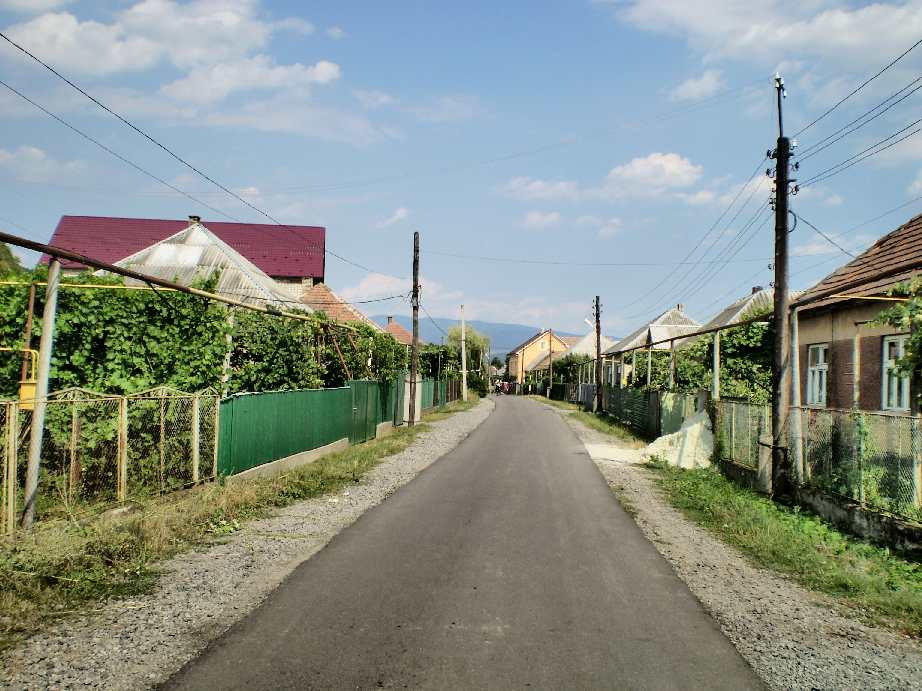
смт Кольчино

На території району діють 12 промислових підприємств, 9 будівельних організацій, 5 транспортних організацій, 32 сільськогосподарських підприємства. У районі зареєстровано 504 суб'єкта підприємницької діяльності з правом юридичної особи:
- 114 — товариств з обмеженою відповідальністю
- 141 — малих приватних підприємств
- 17 — спільних підприємств
- 205 — селянських фермерських господарств
- 25 — селянських товариств з обмеженою відповідальністю
- 2 — дочірні підприємства.

Крім того, у районі діють 485 суб'єктів підприємницької діяльності без права юридичної особи, тобто фізичні особи.
Торговельне обслуговування населення району в основному проводить споживча кооперація, в системі якої нараховується 251 підприємств, із них 190 підприємств торгівлі, 61 підприємств громадського харчування. На території району діють 7 споживчих товариств (Чинадіївська, Кольчинське, Ракошинське, Великолучківське, Бобовищанське, Верхньокоропецьке та Страбичівське) та 4 господарства (хлібокомбінат, продбаза, райкоопзаготпром, автоколона), які входять до складу Мукачівської райспоживспілки. Крім торгових закладів споживчої кооперації у районі діють 197 торгових точок підприємницьких структур та інших форм власності. Всього на території району діють 448 торгових підприємств, з яких 171 підприємств громадського харчування.
Промисловий потенціал Мукачівського району складається з 12 підприємств. Машинобудівну галузь представляє ВАТ «Верстатозавод», лісову та деревообробну промисловість ЗАТ «Мукачівський лісокомбінат», українсько-словацьке підприємство «Фактор—Просперіта», товариство з обмеженою відповідальністю «Соло», дочірнє підприємство лісокомбінату «Нова».
Основними підприємствами харчової промисловості є хлібокомбінат споживчої кооперації, плодоовочево-консервний завод облспоживспілки, ВАТ «Консервний завод». Борошномельно-круп'яну промисловість представляє ВАТ «Комбінат хлібопродуктів». У промисловості будматеріалів промисловості працюють ВАТ «Мукачівський кар'єр», «Кар'єроуправління», «Кіровський спеціалізований кар'єр». Із загальної кількості промислових підприємств 10 підприємств відносяться до колективної форми власності, 2 підприємства до державної форми власності. Середньорічний обсяг промислової продукції становить 16 млн грн. Основні види промислової продукції, що виробляються підприємствами району — це борошно, хліб, консерви, верстаки, металорізальні верстати, меблі, дитячі дерев'яні іграшки, пиломатеріали, щебінь та облицювальні матеріали з каменю.

## Транспорт
Районом проходить низка важливих транспортних коридорів, серед них автошляхи E50, E58, E81 та E471.
Територію району проходять 58,6 км доріг державного значення, 179 км місцевого значення та 252 км районного значення. Через район проходить залізнична лінія Чоп—Львів; залізничні станції: Мукачево, Чинадійово II, Кольчино, Баркасово, Страбичово. Територією району проходить траса нафтопроводу «Дружба», газопроводу «Братерство» та високовольтної лінії електропередач «Мир».

## Населення
Динаміка чисельності населення
- 1970 — 99 730
- 1979 — 103 250
- 1989 — 105 538
- 2001 — 101 572
- 2014 — 101 178

Розподіл населення за віком та статтю (2001):
| Стать | Всього | До 15 років | 15-24 | 25-44  | 45-64  | 65-85 | Понад 85 |
| --- | ------ | ----------- | ----- | ------ | ------ | ----- | -------- |
| Чоловіки | 48 145 | 10 907      | 7985  | 14 758 | 10 072 | 4277  | 146      |
| Жінки | 53 298 | 10 621      | 8086  | 14 621 | 11 839 | 7725  | 406      |
| \| Статево-вікова піраміда \| Статево-вікова піраміда \| Статево-вікова піраміда \| \| ----------------------- \| ----------------------- \| ----------------------- \| \| Чоловіки \| Вік \| Жінки \| \| 146 \| 85 + \| 406 \| \| 300 \| 80-84 \| 682 \| \| 823 \| 75-79 \| 1774 \| \| 1376 \| 70-74 \| 2495 \| \| 1778 \| 65-69 \| 2774 \| \| 1888 \| 60-64 \| 2782 \| \| 1941 \| 55-59 \| 2342 \| \| 2864 \| 50-54 \| 3244 \| \| 3379 \| 45-49 \| 3471 \| \| 4016 \| 40-44 \| 4155 \| \| 3505 \| 35-39 \| 3433 \| \| 3523 \| 30-34 \| 3443 \| \| 3714 \| 25-29 \| 3590 \| \| 3964 \| 20-24 \| 3924 \| \| 4021 \| 15-20 \| 4162 \| \| 4213 \| 10-14 \| 4145 \| \| 3616 \| 5-9 \| 3540 \| \| 3078 \| 0-4 \| 2936 \| |        |             |       |        |        |       |          |
| Статево-вікова піраміда |        |             |       |        |        |       |          |
| Чоловіки | Вік    | Жінки       |       |        |        |       |          |
| 146 | 85 +   | 406         |       |        |        |       |          |
| 300 | 80-84  | 682         |       |        |        |       |          |
| 823 | 75-79  | 1774        |       |        |        |       |          |
| 1376 | 70-74  | 2495        |       |        |        |       |          |
| 1778 | 65-69  | 2774        |       |        |        |       |          |
| 1888 | 60-64  | 2782        |       |        |        |       |          |
| 1941 | 55-59  | 2342        |       |        |        |       |          |
| 2864 | 50-54  | 3244        |       |        |        |       |          |
| 3379 | 45-49  | 3471        |       |        |        |       |          |
| 4016 | 40-44  | 4155        |       |        |        |       |          |
| 3505 | 35-39  | 3433        |       |        |        |       |          |
| 3523 | 30-34  | 3443        |       |        |        |       |          |
| 3714 | 25-29  | 3590        |       |        |        |       |          |
| 3964 | 20-24  | 3924        |       |        |        |       |          |
| 4021 | 15-20  | 4162        |       |        |        |       |          |
| 4213 | 10-14  | 4145        |       |        |        |       |          |
| 3616 | 5-9    | 3540        |       |        |        |       |          |
| 3078 | 0-4    | 2936        |       |        |        |       |          |

Національний склад населення району за переписом 2001 року
| національність | чисельність | частка |
| -------------- | ----------- | ------ |
| українці       | 85168       | 84,0 % |
| угорці         | 12871       | 12,7 % |
| цигани         | 1314        | 1,3 %  |
| німці          | 846         | 0,8 %  |
| росіяни        | 721         | 0,7 %  |
| словаки        | 215         | 0,2 %  |
| білоруси       | 51          | 0,1 %  |
| румуни         | 43          | 0,0 %  |

Динаміка національного складу району за даними переписів
|          | 1959   | 1989   | 2001   |
| -------- | ------ | ------ | ------ |
| українці | 81,6 % | 83,3 % | 84,0 % |
| угорці   | 13,5 % | 12,3 % | 12,7 % |
| цигани   | 0,5 %  | 1,0 %  | 1,3 %  |
| німці    | 2,0 %  | 1,7 %  | 0,8 %  |
| росіяни  | 0,6 %  | 1,0 %  | 0,7 %  |
| словаки  | 0,6 %  | 0,3 %  | 0,2 %  |

Етномовний склад населених пунктів району (рідні мови населення)
|                     | українська | угорська | російська | німецька | словацька |
| Мукачівський район  | 84,2       | 13,8     | 0,7       | 0,6      | 0,1       |
| ------------------- | ---------- | -------- | --------- | -------- | --------- |
| смт Кольчино        | 94,1       | 0,6      | 2,2       | 0,3      | 2,6       |
| с. Жборівці         | 99,1       |          | 0,3       |          | 0,3       |
| с. Кленовець        | 98,3       |          | 0,9       | 0,2      | 0,5       |
| с. Кендерешів       | 97,1       | 1,2      | 0,5       | 1,0      |           |
| смт Чинадійово      | 98,0       | 0,3      | 1,1       | 0,3      | 0,0       |
| с. Карпати          | 96,6       | 1,3      | 1,7       |          |           |
| с. Синяк            | 84,5       | 1,0      | 0,5       | 13,0     |           |
| с. Бабичі           | 99,8       |          | 0,1       | 0,1      |           |
| с. Ділок            | 99,4       |          |           |          |           |
| с. Бобовище         | 99,6       | 0,1      | 0,2       |          |           |
| с. Грибівці         | 99,5       |          | 0,6       |          |           |
| с. Ільківці         | 100,0      |          |           |          |           |
| с. Брестів          | 98,9       |          | 0,9       |          |           |
| с. Лецовиця         | 99,8       |          | 0,2       |          |           |
| с. Плоскановиця     | 99,6       |          |           | 0,4      |           |
| с. Бистриця         | 98,2       |          | 1,4       | 0,3      |           |
| с. Вільховиця       | 99,2       | 0,3      | 0,4       |          |           |
| с. Великі лучки     | 96,0       | 3,5      | 0,4       |          | 0,0       |
| с. Верхня визниця   | 99,1       |          | 0,8       |          |           |
| с. Клочки           | 98,3       |          | 1,3       |          |           |
| с. Лісарня          | 99,3       |          | 0,4       |          |           |
| с. Верхній коропець | 95,2       | 0,5      | 0,8       | 3,4      |           |
| с. Буковинка        | 98,3       | 0,2      | 0,6       | 0,8      |           |
| с. Кучава           | 79,2       | 0,3      | 3,8       | 16,7     |           |
| с. Куштановиця      | 99,1       |          | 0,8       |          |           |
| с. Горонда          | 99,0       | 0,3      | 0,7       |          |           |
| с. Дерцен           | 1,6        | 97,8     | 0,1       |          |           |
| с. Жнятино          | 36,2       | 63,4     | 0,4       |          |           |
| с. Жуково           | 98,7       |          | 1,3       |          |           |
| с. Завидово         | 98,5       | 0,1      | 0,4       |          |           |
| с. Залужжя          | 98,7       | 0,2      | 0,9       |          |           |
| с. Ромочевиця       | 99,5       | 0,2      |           |          |           |
| с. Зняцьово         | 99,2       | 0,1      | 0,5       |          |           |
| с. Вінкове          | 89,5       | 9,2      | 1,3       |          |           |
| с. Драгиня          | 97,6       | 1,5      | 0,2       |          |           |
| с. Кінлодь          | 100,0      |          |           |          |           |
| с. Червеньово       | 86,7       | 0,4      | 0,6       |          |           |
| с. Зубівка          | 99,8       |          | 0,3       |          |           |
| с. Софія            | 98,5       |          | 1,0       |          |           |
| с. Іванівці         | 97,7       | 0,1      | 0,7       |          |           |
| с. Клячаново        | 99,1       | 0,1      | 0,5       | 0,1      |           |
| с. Старе давидково  | 99,3       | 0,3      | 0,2       |          | 0,2       |
| с. Кальник          | 99,3       |          | 0,5       |          |           |
| с. Кузьмино         | 98,2       |          | 1,4       | 0,5      |           |
| с. Медведівці       | 98,9       |          | 0,6       |          |           |
| с. Руська кучава    | 100,0      |          |           |          |           |
| с. Шкуратівці       | 100,0      |          |           |          |           |
| с. Ключарки         | 98,1       | 0,2      | 1,3       | 0,3      |           |
| с. Копинівці        | 99,1       | 0,4      | 0,5       |          |           |
| с. Микулівці        | 100,0      |          |           |          |           |
| с. Ростов'ятиця     | 100,0      |          |           |          |           |
| с. Щасливе          | 100,0      |          |           |          |           |
| с. Лавки            | 98,4       | 0,2      | 1,3       |          |           |
| с. Лалово           | 98,1       | 0,3      | 0,4       | 0,9      | 0,1       |
| с. Березинка        | 95,7       | 0,5      | 2,9       | 0,3      |           |
| с. Лохово           | 99,5       |          | 0,5       |          |           |
| с. Череївці         | 99,2       |          | 0,4       |          |           |
| с. Форнош           | 2,7        | 97,0     | 0,2       |          |           |
| с. Макарьово        | 98,2       | 0,3      | 1,0       | 0,3      |           |
| с. Барбово          | 96,9       | 0,2      | 0,8       | 1,7      |           |
| с. Нижній коропець  | 90,1       | 7,7      | 1,6       | 0,5      |           |
| с. Нове давидково   | 98,6       | 0,6      | 0,4       | 0,1      |           |
| с. Обава            | 99,2       |          | 0,4       | 0,1      |           |
| с. Дубино           | 99,4       |          | 0,6       |          |           |
| с. Косино           | 99,0       |          | 0,8       |          | 0,1       |
| с. Чабин            | 95,2       |          | 3,6       | 1,2      |           |
| с. Павшино          | 49,5       | 13,6     | 2,3       | 34,3     |           |
| с. Пістрялово       | 98,5       |          | 1,2       | 0,1      |           |
| с. Пузняківці       | 98,5       |          | 1,5       |          |           |
| с. Герцівці         | 100,0      |          |           |          |           |
| с. Грабово          | 99,3       | 0,7      |           |          |           |
| с. Крите            | 100,0      |          |           |          |           |
| с. Тростяниця       | 97,8       |          | 0,6       |          |           |
| с. Ракошино         | 53,9       | 45,6     | 0,3       |          | 0,1       |
| с. Бенедиківці      | 97,9       | 1,1      | 1,0       |          |           |
| с. Домбоки          | 79,9       | 1,2      |           |          |           |
| с. Кайданово        | 86,7       | 12,9     | 0,3       |          |           |
| с. Руське           | 98,3       | 0,9      | 0,8       |          |           |
| с. Чопівці          | 99,8       |          | 0,2       |          |           |
| с. Серне            | 2,2        | 97,5     | 0,2       |          |           |
| с. Баркасово        | 12,5       | 86,6     | 0,5       | 0,1      |           |
| с. Станово          | 99,5       | 0,1      | 0,3       |          |           |
| с. Гандеровиця      | 98,9       |          | 1,1       |          |           |
| с. Страбичово       | 98,6       | 1,0      | 0,3       |          |           |
| с. Чомонин          | 2,1        | 97,7     | 0,1       |          |           |
| с. Шенборн          | 73,2       | 3,2      | 9,8       | 13,3     |           |
| с. Яблунів          | 99,4       |          | 0,5       |          |           |
| с. Новоселиця       | 99,3       |          | 0,8       |          |           |

## Політика
25 травня 2014 року відбулися Президентські вибори України. У межах Мукачівського району було створено 88 виборчих дільниць. Явка на виборах складала — 54,43 % (проголосували 42 315 із 77 377 виборців). Найбільшу кількість голосів отримав Петро Порошенко — 61,41 % (25 986 виборців); Юлія Тимошенко — 17,99 % (7 613 виборців), Олег Ляшко — 6,68 % (2 825 виборців), Анатолій Гриценко — 3,30 % (1 395 виборців), Сергій Тігіпко — 2,79 % (1 179 виборців). Решта кандидатів набрали меншу кількість голосів. Кількість недійсних або зіпсованих бюлетенів — 1,80 %.

## Культура і освіта
На території району культурно-мистецьку діяльність забезпечують 3 дитячі школи мистецтв, в яких працюють відділи: фортепіанний, народний, духовий, вокально—хоровий, струнно—смичковий, відділ образотворчого мистецтва та хореографії. Навчальний процес забезпечують 90 фахівців, які залучають до мистецької освіти максимальну кількість дітей.

## Персоналії

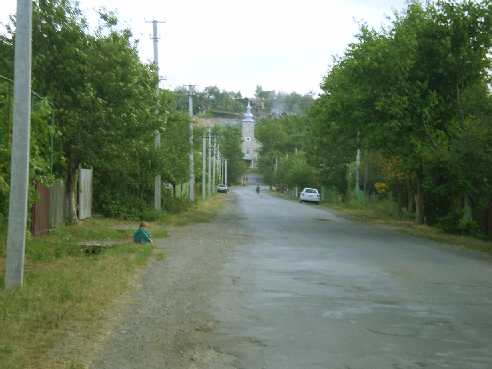
Село Кленовець

Видатні уродженці Мукачівського району:
- Балога Віктор Іванович — український політик (народився в с. Завидово),
- Врабель Олександр Михайлович — український співак (народився в с. Іванівці),
- Гарапко Іван Іванович — український скульптор (народився в с. Нижній Коропець),
- Гойда Юрій Андрійович — український поет (народився в с. Зняцьово),
- Дурдинець Василь Васильович  — міністр надзвичайних ситуацій України (народився в с. Ромочевиця),
- Жупан Йосип Васильович  — український радянський письменник (1904–1987) (народився в с. Макарьово)
- Іванов Ф. В.  — український письменник (народився в с. Зубівка),
- Керча Іван Юрійович  — талановитий поет, літератор, редактор альманахів, орґанізатор літературных обществ, радянський функціонер (20 лютого 1914–1951) (народився в с. Страбичово)
- Кобін Василь Васильович — український футболіст (народився в с. Страбичово),
- Кохан В. І.  — український письменник (народився в с. Обава),
- Ладані Ганна Михайлівна — новатор сільськогосподарського виробництва (народилася в с. Великі Лучки),
- Лінтур П. В.  — український літературознавець і фольклорист (народився в с. Горонда),
- Манайло Федір Федорович  — народний художник України (народився в с. Іванівці),
- Стерчо Петро Юрійович (народився 1919 в Кузьмино — 1987) — український економіст й історик
- Ткалич О. О. — Герой Соціалістичної Праці (народився в с. Великі Лучки),
- Токар Ілля Іванович  — колишній голова Мукачівської районної державної адміністрації (народився в селі Куштановиця),
- Турянчик Василь Юрійович — майстер спорту (народився в смт.Чинадійово),
- Решко Стефан Михайлович — заслужений майстер спорту, неодноразовий чемпіон СРСР по футболу у складі команди «Динамо Київ», народився у селі Ключарки, Мукачівський район, Закарпатська область
- Пашкуляк Василь Васильович — голова Мукачівської районної державної адміністрації з 2014 року (народився в селі В.Коропець).